# Sportclub Preußen 06 Münster 2000-2001
Questa voce raccoglie le informazioni riguardanti il Sportclub Preußen 06 Münster nelle competizioni ufficiali della stagione 2000-2001.

## Stagione
Nella stagione 2000-2001 il Preussen Münster, allenato da Stefan Grädler, concluse il campionato di Regionalliga nord al 5º posto.

## Rosa
| N. |                     | Ruolo | Calciatore       |
| -- | ------------------- | ----- | ---------------- |
| 1  | Germania (bandiera) | P     | Michael Melka    |
| 3  | Germania (bandiera) | D     | Andreas Helmer   |
| 4  | Germania (bandiera) | A     | Daniel Alabi     |
| 6  | Germania (bandiera) | C     | Carsten Becker   |
| 7  | Germania (bandiera) | C     | Bernd Winter     |
| 8  | Italia (bandiera)   | D     | Giovanni Taverna |
| 9  | Germania (bandiera) | C     | Stephan Schmidt  |
| 10 | Germania (bandiera) | C     | Michael Kruskopf |
| 11 | Germania (bandiera) | A     | Lars Mettenbrink |
| 12 | Germania (bandiera) | A     | René Albrecht    |
| 13 | Polonia (bandiera)  | A     | Marek Leśniak    |

| N. |                       | Ruolo | Calciatore         |
| -- | --------------------- | ----- | ------------------ |
| 14 | Germania (bandiera)   | C     | Martin Przondziono |
| 15 | Germania (bandiera)   | C     | Sven Hozjak        |
| 16 | Germania (bandiera)   | C     | Max Balster        |
| 17 | Germania (bandiera)   | D     | Heiko Kuhn         |
| 18 | Germania (bandiera)   | A     | Carlos Castilla    |
| 20 | Germania (bandiera)   | A     | Sven Simonsen      |
| 22 | Germania (bandiera)   | P     | Thorsten Stuckmann |
| 25 | Germania (bandiera)   | D     | Roy Nischkowsky    |
| 30 | Germania (bandiera)   | C     | Stephan Küsters    |
| 33 | Germania (bandiera)   | C     | Ingmar Putz        |
|    | Slovacchia (bandiera) | C     | Slavomir Pocisk    |

## Organigramma societario
Area tecnica
- Allenatore: Stefan Grädler
- Allenatore in seconda:
- Preparatore dei portieri:
- Preparatori atletici:
- Analisi video:

## Calciomercato

### Sessione estiva
| Acquisti | Acquisti         | Acquisti             | Acquisti |
| R.       | Nome             | da                   | Modalità |
| -------- | ---------------- | -------------------- | -------- |
| A        | Daniel Alabi     | Arminia Bielefeld II |          |
| C        | Michael Kruskopf | Meppen               |          |
| A        | Lars Mettenbrink | Herford              |          |
| C        | Stephan Schmidt  | Babelsberg           |          |
| A        | Sven Simonsen    | Oldenburg            |          |
| D        | Giovanni Taverna | LR Ahlen             |          |

| Cessioni | Cessioni            | Cessioni           | Cessioni |
| R.       | Nome                | a                  | Modalità |
| -------- | ------------------- | ------------------ | -------- |
| D        | André Bertelsbeck   | Eintracht Rheine   |          |
| D        | Olaf Buschkötter    | Davaria Davensberg |          |
| A        | Carsten Gockel      | Siegen             |          |
| C        | Arne Hoffart        | TuS Celle          |          |
| A        | Piotr Kluzek        | Bayern Hof         |          |
| D        | Christoph Metzelder | Borussia Dortmund  |          |
| P        | Alexander Ogrinc    | SV Wilhelmshaven   |          |
| D        | Helmut Rahner       | Rot-Weiss Essen    |          |
| C        | Jürgen Serr         | Lüner              |          |

## Risultati

### Regionalliga nord

#### Girone di andata
| Arbitro: | Jauch |

|                          |           |            |
| Kruskopf 58’ Küsters 73’ | Marcatori | 14’ Džafić |

| Arbitro: | Jansen |

|                      |           |                              |
| Zimin 4’ Schröer 71’ | Marcatori | 45’ Przondziono 87’ Castilla |

| Arbitro: | Koop |

|              |           |  |
| Castilla 64’ | Marcatori |  |

| Arbitro: | Seemann |

|                         |           |                             |
| Ivanauskas 20’ Farh 64’ | Marcatori | 37’ (rig.), 90’ Przondziono |

| Arbitro: | Schriever |

|                                           |           |  |
| Küsters 29’ Leśniak 45’, 54’ Castilla 73’ | Marcatori |  |

| Arbitro: | Weiner |

|                                          |           |  |
| Konjevic 43’ (rig.) Wolf 55’ Raschke 90’ | Marcatori |  |

| Arbitro: | Minskowski |

|                                                     |           |                          |
| Przondziono 42’ Castilla 43’ Kruskopf 67’ Alabi 84’ | Marcatori | 5’ Milde 52’ Plaßhenrich |

| Arbitro: | Gagelmann |

|                                                         |           |              |
| Fiore 15’, 51’ Istenič 33’ Koenen 41’ Teixeira 50’, 76’ | Marcatori | 24’ Castilla |

| Arbitro: | Weber |

|             |           |             |
| Leśniak 18’ | Marcatori | 90’ Mbwando |

| Arbitro: | Stachowiak |

|                                        |           |            |
| Scharping 55’ Baich 60’, 80’ Berta 77’ | Marcatori | 37’ Winter |

| Arbitro: | Anklam |

|                 |           |             |
| Przondziono 10’ | Marcatori | 45’ Zechner |

| Bochum 15 ottobre 2000, ore 15:00 CEST 12ª giornata | Wattenscheid 09 | 0 – 0 referto | Preußen Münster | Lohrheidestadion (1 541 spett.)\| Arbitro: \| Bley \| |
| Arbitro:                                            | Bley            |               |                 |                                                       |

| Arbitro: | Marks |

|              |           |  |
| Kruskopf 10’ | Marcatori |  |

| Arbitro: | Thomßen |

|  |           |                          |
|  | Marcatori | 57’ Kruskopf 80’ Leśniak |

| Arbitro: | Otte |

|                        |           |                  |
| Küsters 20’ Winter 62’ | Marcatori | 18’, 22’ Schmidt |

| Aue-Bad Schlema 10 novembre 2000, ore 19:00 CET 16ª giornata | Erzgebirge Aue | 0 – 0 referto | Preußen Münster | Erzgebirgsstadion (3 500 spett.)\| Arbitro: \| Melms \| |
| Arbitro:                                                     | Melms          |               |                 |                                                         |

| Arbitro: | Frank |

|              |           |                         |
| Kruskopf 14’ | Marcatori | 61’ Antwerpen 70’ Majek |

| Arbitro: | Grabanowski |

|  |           |                                                     |
|  | Marcatori | 14’ Kruskopf 79’ Castilla 83’ Putz 85’ (aut.) Laars |

| 2 dicembre 2000 19ª giornata |  | – turno di riposo |  |  |

#### Girone di ritorno
| Arbitro: | Hahne |

|             |           |                                     |
| Michels 85’ | Marcatori | 17’ (rig.) Przondziono 73’ Simonsen |

| Arbitro: | Hems |

|                            |           |                  |
| Przondziono 4’ Leśniak 66’ | Marcatori | 23’ Schierenbeck |

| Arbitro: | Müller |

|  |           |                                   |
|  | Marcatori | 21’ Kruskopf 51’ Leśniak 68’ Putz |

| Arbitro: | Reimer |

|                         |           |                                       |
| Castilla 9’ Leśniak 46’ | Marcatori | 59’ (rig.) John 73’ Wojcik 78’ Cengiz |

| Arbitro: | Jauch |

|  |           |                             |
|  | Marcatori | 63’ Leśniak 70’ Przondziono |

| Arbitro: | Hennecke |

|                                |           |                     |
| Kruskopf 34’ Castilla 38’, 40’ | Marcatori | 67’ (rig.) Konjevic |

| Arbitro: | Hahne |

|  |           |                     |
|  | Marcatori | 15’ Putz 82’ Hozjak |

| Arbitro: | Fleske |

|                                         |           |           |
| Castilla 2’, 37’ Przondziono 68’ (rig.) | Marcatori | 24’ Fiore |

| Arbitro: | Frank |

|              |           |                   |
| Yildirim 62’ | Marcatori | 57’, 90’ Castilla |

| Arbitro: | Gräfe |

|                 |           |               |
| Przondziono 76’ | Marcatori | 65’ Scharping |

| Arbitro: | Minskowski |

|                                       |           |                  |
| Okeke 16’ Isa 34’ Teixeira 49’ (rig.) | Marcatori | 43’, 72’ Leśniak |

| Arbitro: | Rafati |

|                               |           |                        |
| Adamu 35’ (aut.) Castilla 59’ | Marcatori | 13’ Iyodo 88’ Altıntop |

| Arbitro: | Keßler |

|                        |           |              |
| Weetendorf 2’ Falk 48’ | Marcatori | 27’ Castilla |

| Arbitro: | Soltow |

|                                             |           |                            |
| Kuhn 44’, 62’ Leśniak 84’ Simonsen 89’, 90’ | Marcatori | 41’ Cornelius 85’ Hauswald |

| Arbitro: | Koop |

|                                      |           |  |
| Schiemann 83’ (rig.) Putz 90’ (aut.) | Marcatori |  |

| Arbitro: | Margenberg |

|                         |           |  |
| Hozjak 18’ Castilla 89’ | Marcatori |  |

| Arbitro: | Voss |

|            |           |             |
| Döpper 87’ | Marcatori | 14’ Küsters |

| Arbitro: | Strampe |

|                                    |           |                            |
| Laaser 36’ (aut.) Gatti 67’ (aut.) | Marcatori | 45’ Laars 81’, 90’ Küntzel |

| 9 giugno 2001 38ª giornata |  | – turno di riposo |  |  |

## Statistiche

### Statistiche di squadra
| Competizione      | Punti | In casa | In casa | In casa | In casa | In casa | In casa | In trasferta | In trasferta | In trasferta | In trasferta | In trasferta | In trasferta | Totale | Totale | Totale | Totale | Totale | Totale | DR  |
| Competizione      | Punti | G       | V       | N       | P       | Gf      | Gs      | G            | V            | N            | P            | Gf           | Gs           | G      | V      | N      | P      | Gf     | Gs     | DR  |
| ----------------- | ----- | ------- | ------- | ------- | ------- | ------- | ------- | ------------ | ------------ | ------------ | ------------ | ------------ | ------------ | ------ | ------ | ------ | ------ | ------ | ------ | --- |
| Regionalliga nord | 61    | 18      | 10      | 5       | 3       | 39      | 23      | 18           | 7            | 5            | 6            | 27           | 27           | 36     | 17     | 10     | 9      | 66     | 50     | +16 |
| Totale            | 61    | 18      | 10      | 5       | 3       | 39      | 23      | 18           | 7            | 5            | 6            | 27           | 27           | 36     | 17     | 10     | 9      | 66     | 50     | +16 |

### Andamento in campionato
| Giornata  | 1 | 2 | 3 | 4 | 5 | 6 | 7 | 8 | 9 | 10 | 11 | 12 | 13 | 14 | 15 | 16 | 17 | 18 | 19 | 20 | 21 | 22 | 23 | 24 | 25 | 26 | 27 | 28 | 29 | 30 | 31 | 32 | 33 | 34 | 35 | 36 | 37 | 38 |
| --------- | - | - | - | - | - | - | - | - | - | -- | -- | -- | -- | -- | -- | -- | -- | -- | -- | -- | -- | -- | -- | -- | -- | -- | -- | -- | -- | -- | -- | -- | -- | -- | -- | -- | -- | -- |
| Luogo     | C | T | C | T | C | T | C | T | C | T  | C  | T  | C  | T  | C  | T  | C  | T  |    | T  | C  | T  | C  | T  | C  | T  | C  | T  | C  | T  | C  | T  | C  | T  | C  | T  | C  |    |
| Risultato | V | N | V | N | V | P | V | P | N | P  | N  | N  | V  | V  | N  | N  | P  | V  |    | V  | V  | V  | P  | V  | V  | V  | V  | V  | N  | P  | N  | P  | V  | P  | V  | N  | P  |    |
| Posizione | 5 | 4 | 3 | 3 | 2 | 3 | 2 | 5 | 6 | 9  | 9  | 8  | 8  | 6  | 5  | 5  | 6  | 5  | 6  | 6  | 5  | 3  | 5  | 5  | 3  | 2  | 1  | 1  | 1  | 2  | 3  | 4  | 3  | 4  | 3  | 3  | 4  | 5  |

Legenda:

Luogo: C = Casa; T = Trasferta. Risultato: V = Vittoria; N = Pareggio; P = Sconfitta.

### Statistiche dei giocatori
| D. Alabi       | 9  | 1  | 0  | 0 |
| R. Albrecht    | 2  | 0  | 0  | 0 |
| M. Balster     | 7  | 0  | 1  | 0 |
| C. Becker      | 33 | 0  | 2  | 0 |
| C. Castilla    | 34 | 16 | 6  | 2 |
| A. Helmer      | 18 | 0  | 5  | 0 |
| S. Hozjak      | 13 | 2  | 0  | 0 |
| M. Kruskopf    | 35 | 8  | 4  | 1 |
| H. Kuhn        | 36 | 2  | 4  | 0 |
| S. Küsters     | 35 | 4  | 11 | 0 |
| M. Leśniak     | 32 | 11 | 6  | 0 |
| M. Melka       | 11 | 0  | 1  | 0 |
| L. Mettenbrink | 14 | 0  | 1  | 0 |
| R. Nischkowsky | 17 | 0  | 3  | 0 |
| S. Pocisk      | 1  | 0  | 0  | 0 |
| M. Przondziono | 36 | 10 | 8  | 0 |
| I. Putz        | 34 | 3  | 1  | 0 |
| S. Schmidt     | 33 | 0  | 10 | 1 |
| S. Simonsen    | 22 | 3  | 0  | 0 |
| T. Stuckmann   | 25 | 0  | 2  | 0 |
| G. Taverna     | 11 | 0  | 2  | 0 |
| B. Winter      | 36 | 2  | 9  | 0 |